# Université protestante au Congo
Die Université protestante au Congo (englisch: Protestant University in the Congo, UPC) ist eine Universität in der Demokratischen Republik Kongo. Sie ist verbunden mit der Église du Christ au Congo (ECC, Church of Christ in the Congo, CCC), einem Zusammenschluss der protestantischen Kirchen.

## Lage
Der Campus der Universität befindet sich im Stadtteil Lingwala im Lukunga-Distrikt von Kinshasa, der Hauptstadt und größten Stadt der Demokratischen Republik Kongo. Der Campus wird im Westen von der Avenue Pierre Mulele begrenzt, unmittelbar nördlich der Centenary Protestant Cathedral und neben dem Nationalmuseum der Demokratischen Republik Kongo, welches im Süden und Südosten des Campus liegt.

## Fakultäten
An der Freien Universität Kongo in Kisangani, gab es bereits vor der Verstaatlichung der Universitäten durch die Regierung im Jahr 1971 medizinische Studiengänge. Die Protestantische Universität im Kongo gründete im Oktober 2006 neu eine medizinische Fakultät.
Weitere Einrichtungen sind:
- Fakultät für Betriebswirtschaftslehre und Wirtschaftswissenschaften (1994)
- Juristische Fakultät (1994)
- Kongolesisch-Deutsches Mikrofinanzzentrum, eines der fünf Exzellenzzentren des Deutschen Akademischen Austauschdienstes (DAAD) 2009
- Fakultät für Informatik (FASI) 2017.

2017 ging die Universität eine Partnerschaft mit der Frankfurt School of Finance and Management ein, um die Gründung einer Managementschule Central Africa Europe Business School vorzunehmen.

## Geschichte
Die UPC Die Ursprünge der UPC gehen auf die Gründung der Fakultät für protestantische Theologie von Belgisch-Kongo und „Ruanda-Urundi“ (Faculté de Théologie Protestante du Congo Belge et du Rwanda-Urundi) im Jahr 1959 zurück. 1963 wurde sie zur Fakultät für protestantische Theologie der Freien Universität Kongo und später im Zuge der Zentralisierung des Sekundarschulwesens im Land im Jahr 1971 in die Nationale Universität von Zaire (UNAZA) eingegliedert. Im Zuge der Verstaatlichung der UNAZA im Jahr 1974 wurde sie als unabhängige Einrichtung wiedergegründet. Im Jahr 2015 war sie mit etwa 8.000 eingeschriebenen Studenten die größte protestantische Universität der Welt. Zu dieser Zeit waren 55 % der Studenten weiblich und 45 % männlich.

## Lehre
Im September 2015 gab es an der UPC die folgenden Fakultäten, wie in der Tabelle unten dargestellt. Das Gründungsjahr jeder Fakultät ist ebenfalls angegeben.
| Rang | Fakultät                                             | Gründungsjahr | Anmerkungen |
| ---- | ---------------------------------------------------- | ------------- | ----------- |
| 1    | Fakultät für Theologie                               | 1959          | [ 1 ]       |
| 2    | Fakultät für „Business Administration and Economics“ | 1989          | [ 1 ]       |
| 3    | Fakultät für Rechtswissenschaften                    | 1994          | [ 1 ]       |
| 4    | Fakultät für Medizin                                 | 2006          | [ 1 ]       |
| 5    | Fakultät für Computerwissenschaften                  | 2017          |             |

## Religiöse Vielfalt
Die folgende Tabelle stellt die religiöse Vielfalt unter den an der Universität eingeschriebenen Studierenden dar (Stand: September 2015).
| Rang | Konfession           | Studentenzahl | Prozentsatz | Anmerkungen |
| ---- | -------------------- | ------------- | ----------- | ----------- |
| 1    | Independent Churches | 2.959         | 37,70       |             |
| 2    | Protestanten         | 2.510         | 31,97       |             |
| 3    | Katholiken           | 2.298         | 29,27       |             |
| 4    | Zeugen Jehovas       | 28            | 0,35        |             |
| 5    | Kimbanguistenkirche  | 26            | 0,33        |             |
| 6    | Islam                | 19            | 0,24        |             |
| 7    | Orthodoxe Kirchen    | 3             | 0,04        |             |
| 8    | Anglikaner           | 2             | 0,025       |             |
| 9    | Salvationists        | 2             | 0,025       |             |
|      | Total                | 7.849         | 100         |             |

## Persönlichkeiten
- Ève Bazaiba, Rechtsanwältin, Politikerin und Menschenrechtsaktivistin. Ehemalige Senatorin. Generalsekretärin des Mouvement de Libération du Congo (MLC).[2][3]
- Acacia Bandubola Mbongo, Geschäftsfrau und Politikerin. Wirtschaftsministerin seit August 2019.[4][5]
- Gael Bussa, Rechtsanwalt, Politiker und Menschenrechts-Aktivist. Abgeordneter im Wahlkreis Budjala, Provinz Sud-Ubangi (2018).[6]
- Aminata Namasia
- Eddy Mundela
- Tristan Etumba
- Clavin Kabamba
- Yves Mpunga